# Suonan
Suonan (kinesiska: 锁南) är en köping i nordvästra Kina. Den ligger i det autonoma häradet Dongxiang för dongxiang-folket i prefekturen Linxia i provinsen Gansu, omkring 54 kilometer sydväst om provinshuvudstaden Lanzhou.